# Мбунду
Мбу́нду (амбунду, кімбунду, бамбунду, бамбуун, мбуні;  або північні мбунду, за назвою мови) — народ банту в Анголі.

## Територія проживання і чисельність

Мбунду на етнографічній мапі Анголи

Люди мбунду проживають у басейнах річок Данде, Бенго, Кванза та місцевості біля Луанди. 
Загальна чисельність — бл. 2 млн осіб (кін. 1980-х — поч. 1990-х рр., оцінка).
Оцінка чисельності на 2012 рік - 4,650,000 осіб.

## Антропологія, мова і релігія
В антропологічному плані мбунду — яскраво виражені негроїди, проте в силу історичного розвитку значною є метисизація народу. 
Мова мбунду — кімбунду, одна з найпоширеніших у Анголі (в центрі і на заході). Разом з тим, серед мбунду поширена португальська мова. 
Мбунду додержуються традиційних вірувань (пережитки); номінально – різного роду християни.

## Історія і господарство
Згідно з усною традицією (родові перекази) мігрували зі сходу й осіли на сучасних землях проживання не пізніше кін. XV — поч. XVI ст.ст. У 15 столітті створили ранню державу Ндонго. 
Традиційними заняттями, принаймні з часу приходу на нові землі, є вирощування сорго та проса та розведення дрібної рогатої худоби; тж. ремесла. Товарне землеробство (починаючи з XVII ст.) представлено цукровою тростиною, кавою, бананами, рисом, тютюном та кукурудзою. 
Міське населення (передовсім столичне) задіяне в промисловості та сфері обслуговування.